# Martha
Martha ist ein aramäischer weiblicher Vorname.

## Herkunft und Bedeutung
Der Name Martha geht auf den aramäischen Namen מָרְתָא mārtāʾ zurück und bedeutet „die Herrin“.
Im Neuen Testament ist Martha der Name einer Anhängerin Jesu, der Schwester von Maria und Lazarus (Lk 10,38  u. ö.).

## Verbreitung

### International
In England kam der Name Martha nach der Reformation in Gebrauch. Auch heute ist der Name in England und Wales geläufig. Von 2006 bis 2019 gehörte er zu den 100 beliebtesten Mädchennamen. Im Jahr 2020 belegte er Rang 115 der Hitliste.
Bis in die 1950er Jahre hinein gehörte Martha in den USA zu den beliebtesten Mädchennamen. Danach sank seine Popularität zunächst langsam, in den 1990er und 2000er Jahren stärker. Mittlerweile wird der Name nur noch ausgesprochen selten vergeben.
Darüber hinaus ist der Name auch in Belgien, Österreich, der Schweiz, Griechenland, den Niederlanden, Irland und Skandinavien verbreitet.

### Deutschland
Der Name Martha fand im Mittelalter Eingang in die deutsche Namensgebung. Ab dem 18. Jahrhundert wurde der Name häufiger vergeben. Im ausgehenden 19. und beginnenden 20. Jahrhundert zählte Martha zu den beliebtesten Mädchennamen Deutschlands. Zwischen 1890 und 1906 belegte der Name durchgängig einen der ersten fünf Plätze der Vornamenscharts. Im Jahr 1903 war Martha sogar der am häufigsten vergebene weibliche Vorname. Bis 1915 hielt sich der Name in der Top-10 der Hitliste. Danach sank seine Popularität zunächst langsam, mit Ende der 1930er Jahre immer stärker, bis er außer Mode geriet. Ab den 1970er Jahren wurde der Name wieder geläufiger. Mittlerweile hat er sich wieder unter den 100 beliebtesten Mädchennamen etabliert. Im Jahr 2021 belegte Martha Rang 64 in der Hitliste.

## Varianten
- Aramäisch: מָרְתָא mārtāʾ
- Belarussisch: Марта Marta
- Bulgarisch: Марта Marta
- Deutsch: Marta
- Estnisch: Marta
- Finnisch: Martta
- Französisch: Marthe
- Georgisch: მართა Marta
- Griechisch: Μάρθα Mártha
- Isländisch: Marta
- Italienisch: Marta
- Kroatisch: Marta
- Lettisch: Marta
- Litauisch: Morta
- Maltesisch: Marthese
- Maorisch: Maata
- Mazedonisch: Марта Marta
- Niederländisch: Marta
  - Diminutiv: Martje
- Norwegisch: Marthe, Marte
- Polnisch: Marta
  - Diminutiv: Martusia
- Portugiesisch: Marta
- Rumänisch: Marta
- Russisch: Марта Marta, Марфа Marfa
- Serbisch: Марта Marta
- Slowakisch: Marta
- Slowenisch: Marta
- Spanisch: Marta
  - Diminutiv: Martita
- Tschechisch: Marta
- Ukrainisch: Марта Marta
- Ungarisch: Márta
  - Diminutiv: Mártuska

## Namenstage
- 19. Januar: nach Martha und Marius
- 29. Juli: nach Martha von Betanien (orthodox: 4. Juni)

### Schutzheilige
Aufgrund der biblischen Erzählung in Lk 10,38–42  gilt Martha als Schutzheilige der Hausfrauen.

## Namensträgerinnen

### Biblische Namensträgerinnen
- Martha von Betanien

### Autorinnen und Journalistinnen
- Marta Brunet (1897–1967), chilenische Schriftstellerin und Diplomatin
- Martha Cooper (* 1943), US-amerikanische Fotojournalistin
- Martha Dodd (1908–1990), US-amerikanische Schriftstellerin
- Marta Emmenegger (1923–2001), Schweizer Journalistin und Sexberaterin
- Martha Gellhorn (1908–1998), US-amerikanische Journalistin und Schriftstellerin
- Martha Grimes (* 1931), US-amerikanische Schriftstellerin
- Marta S. Halpert, österreichische Journalistin
- Martha Heesen (* 1948), niederländische Kinder- und Jugendbuchautorin
- Marta Hillers (1911–2001), deutsche Journalistin
- Marta Karlweis (1889–1965), österreichische Schriftstellerin
- Martha Mercader (1926–2010), argentinische Schriftstellerin und Journalistin
- Martha Müller-Grählert (1876–1939), vorpommersche Heimatdichterin
- Martha Saalfeld (1898–1976), deutsche Lyrikerin und Romanschriftstellerin
- Martha Schlinkert, geborene Galinski (1913–1979), deutsche Kinderbuchautorin
- Marta Traba (1930–1983), argentinische Schriftstellerin und Kunsthistorikerin
- Martha Weber (1904–1998), erzgebirgische Dichterin
- Martha Wells (* 1964), US-amerikanische Fantasy- und Science-Fiction-Schriftstellerin
- Martha Wölger (1920–1992), österreichische Mundartdichterin

### Musikerinnen
- Martha Argerich (* 1941), argentinische Pianistin
- Marta Botía (* 1974), spanische Liedermacherin
- Martha Carson (1921–2004), US-amerikanische Country-Gospel-Musikerin
- Martha Dewal (* 1935), Schweizer Sängerin (Sopran und Mezzosopran)
- Marta Eggerth (1912–2013), ungarische Operettensängerin und Schauspielerin
- Marta Fuchs (1898–1974), deutsche Sängerin
- Martha Goldstein (1919–2014), US-amerikanische Cembalistin und Pianistin
- Márta Gulyás (* 1953), ungarische Pianistin
- Martha Heublein (1898–1945), deutsche Sängerin
- Marta Jandová (* 1974), deutsch-tschechische Musikerin
- Marta Kubišová (* 1942), tschechische Sängerin
- Marta Linz (1898–1982), deutsch-ungarische Violinistin, Pianistin, Komponistin
- Martha Mödl (1912–2001), deutsche Opernsängerin
- Martha Munizzi (* 1968), US-amerikanische Gospelsängerin
- Martha Oberndorfer (* 1962), österreichische Managerin
- Martha Reeves (* 1941), US-amerikanische Sängerin
- Marta Roure Besolí (* 1981), andorranische Sängerin
- Marta Savić (* 1966), serbisch-bosnische Turbo-Folk-Sängerin
- Márta Sebestyén (* 1957), ungarische Volksliedsängerin
- Marta Sosińska (* 1939), polnische Pianistin
- Martha Tilton (1915–2006), US-amerikanische Sängerin
- Martha Veléz (* 1945), US-amerikanische Sängerin und Schauspielerin
- Martha Wainwright (* 1976), kanadische Musikerin
- Marta Warelis (* 1986), polnische Musikerin
- Martha Wash (* 1953), US-amerikanische Sängerin
- Marta Wiśniewska (* 1978), polnische Popsängerin
- Márta Záray (1926–2001), ungarische Sängerin

### Politikerinnen
- Marfa Matwejewna Apraxina (1664–1716), Zarin von Russland
- Martha Arendsee (1885–1953), deutsche Politikerin
- Martha Coakley (* 1953), US-amerikanische Juristin und Politikerin
- Martha Collins (* 1936), US-amerikanische Politikerin
- Marta Damkowski (1911–1982), Politikerin und Widerstandskämpferin
- Martha Dönhoff (1875–1955), deutsche Frauenrechtlerin und Politikerin
- Marta Elena Feitó Cabrera (* um 1961), kubanische Politikerin
- Martha Fuchs (1892–1966), deutsche Politikerin
- Martha Gillessen (1901–1945), deutsche Kommunistin
- Martha Hildebrandt (1925–2022), peruanische Linguistin und Politikerin
- Martha Kimmerling (1873–1956), deutsche Politikerin
- Marta Schanzenbach (1907–1997), deutsche Politikerin
- Marta Suplicy (* 1945), brasilianische Politikerin der Arbeiterpartei
- Martha Washington (1731–1802), erste First Lady der USA
- Martha Wygodzinski (1869–1943), deutsche Gesundheitspolitikerin

### Schauspielerinnen
- Marta Abba (1900–1988), italienische Schauspielerin
- Marta Etura (* 1978), spanische Schauspielerin
- Marta Feuchtwanger (1891–1987), Ehefrau des Schriftstellers Lion Feuchtwanger
- Marta Gastini (* 1989), italienische Schauspielerin
- Martha Hackett (* 1961), US-amerikanische Schauspielerin
- Marta Husemann (1913–1960), deutsche Schauspielerin und Widerstandskämpferin
- Martha Hyer (1924–2014), US-amerikanische Schauspielerin
- Martha Kunig-Rinach (1898–1993), deutsche Schauspielerin und Sängerin
- Martha MacIsaac (* 1984), kanadische Schauspielerin
- Marta Nieto (* 1982), spanische Schauspielerin
- Martha Novelly (1889–1972), deutsche Schauspielerin
- Martha Plimpton (* 1970), US-amerikanische Schauspielerin
- Martha Scott (1912–2003), US-amerikanische Schauspielerin
- Martha Ziegler (1899–1957), deutsche Schauspielerin
- Marta Zolynska (* 1987), polnische Schauspielerin und Model

### Sportlerinnen
- Marta Bassino (* 1996), italienische Skirennläuferin
- Marta Bastianelli (* 1987), italienische Radrennfahrerin
- Marta Cavalli (* 1998), italienische Radsportlerin
- Marta Domachowska (* 1986), polnische Tennisspielerin
- Marta Domínguez (* 1975), spanische Leichtathletin
- Marta Frías Acedo (* 1980), spanische Fußballschiedsrichterin
- Martha Genenger (1911–1995), deutsche Schwimmerin
- Marta Hejma (* 1947), deutsche Tischtennisspielerin
- Martha Hudson (* 1939), US-amerikanische Leichtathletin
- Marta Huerta de Aza (* 1990), spanische Fußballschiedsrichterin
- Márta Kelemen (Turnerin) (* 1954), ungarische Turnerin
- Martha Komu (* 1983), kenianische Langstreckenläuferin
- Marta Kostjuk (* 2002), ukrainische Tennisspielerin
- Marta Křepelková (* 1991), tschechische Skispringerin
- Martha Langbein (* 1941), deutsche Leichtathletin
- Marta Litinskaja (* 1949), ukrainische Schachspielerin und Mathematikerin
- Marta Marrero (* 1983), spanische Tennisspielerin
- Martha Mendel (1907–1975), deutsche Sportlehrerin und Segelfliegerin
- Marta Menegatti (* 1990), italienische Beachvolleyballspielerin
- Marta Michna (* 1978), deutsche Schachspielerin polnischer Herkunft
- Martha Norelius (1908–1955), US-amerikanische Schwimmerin
- Martha Ocwirk (1925–2006), österreichische Handballspielerin
- Marta Vieira da Silva (* 1986), genannt Marta, brasilianische Fußballspielerin
- Marta Stobba (* 1986), polnische Fußballspielerin

### Wissenschaftlerinnen
- Martha Chase (1927–2003), US-amerikanische Forscherin
- Marta Fraenkel (1896–1976), deutsche Ärztin
- Martha Krause-Lang (1912–2016), deutsche Volkswirtin und Hochschullehrerin
- Marta von Meyenburg (1882–1972), Schweizer Sozialpädagogin und Schulgründerin
- Martha Moers (1877–1966), deutsche Psychologin
- Martha Muchow (1892–1933), deutsche Psychologin
- Martha Näbauer (1914–1997), deutsche Geodätin
- Martha Nussbaum (* 1947), US-amerikanische Philosophin und Rechtswissenschaftlerin
- Martha Beatriz Roque (* 1945), kubanische Wirtschaftswissenschaftlerin
- Martha Schmidtmann (1892–1981), deutsche Medizinerin
- Martha Schneider-Bürger (1903–2001), deutsche Ingenieurin
- Heidemarie Martha Stefanyshyn-Piper (* 1963), US-amerikanische Astronautin

### Sonstige Personen
- Marta Arndt (* 1989), deutsche Tänzerin
- Marta Astfalck-Vietz (1901–1994), deutsche Fotografin und Künstlerin
- Martha Bernstein (1874–1955), deutsche Malerin
- Marta Bohn-Meyer (1957–2005), amerikanische Ingenieurin und Testpilotin
- Marta Cartabia (* 1963), italienische Richterin
- Martha Dix (1895–1985), deutsche Gold- und Silberschmiedin, Ehefrau von Otto Dix
- Martha Fontane (1860–1917), deutsche Lehrerin und Erzieherin, Tochter von Theodor Fontane
- Martha Frühwirt (1924–1998), österreichische Selbsthilfegruppe-Gründerin
- Martha Goldberg (1873–1938), deutsches NS-Opfer
- Martha Graham (1894–1991), US-amerikanische Tänzerin, Choreografin und Pädagogin
- Martha Gunkel (1858–1913), deutsche Pädagogin
- Marta Hoepffner (1912–2000), deutsche Fotografin
- Marta Kauffman (* 1956), amerikanische Fernsehproduzentin
- Martha Kronenberg (1911–2009), deutsche Bäckerstochter, Unterstützerin verfolgter Juden
- Marta Kuhn-Weber (1903–1990), deutsche Malerin und Bildhauerin
- Martha Maas (1893–1970), deutsche Porträtfotografin
- Márta Mészáros (* 1931), ungarische Filmregisseurin
- Marta Nawrocka (* 1986), First Lady Polens
- Martha Schrag (1870–1957), deutsche Malerin und Grafikerin
- Martha Sharp (1905–1999), Gerechte unter den Völkern, siehe Waitstill und Martha Sharp
- Martha Stewart (* 1941), US-amerikanische Unternehmerin
- Martje Thalmann (* 1980), deutsche Türmerin
- Marta Christina Tijahahu (1800–1818), indonesische Freiheitskämpferin und Nationalheldin
- Martha Wachter-Schneider (1913–1978), Schweizer Hilfsorganisation-Funktionärin

### Tiere
- Martha († 1914), Wandertaube
- Martha (* 1966), Hündin (Bobtail) von Paul McCartney und Linda McCartney, siehe Liste bekannter Hunde, besungen in Martha My Dear

### Sonstige Namensverwendung
- Martha, Oper von Friedrich von Flotow (1847)
- Martha, ehemalige Benzinmarke (ab 1965) der OMV in Österreich
- Martha My Dear, Lied der Beatles auf ihrem Album The Beatles (1968)
- Martha, deutscher Spielfilm von Rainer Werner Fassbinder (1974)
- Martha, deutscher Dokumentarfilm von Jürgen Böttcher (1978)
- Arbeitstitel von Martha Liebermann – Ein gestohlenes Leben (2022), deutscher Fernsehfilm von Stefan Bühling